# Panzerjäger I
Панцеръегер I (нем. Panzerjäger I или полное официальное наименование 4.7 cm Pak(t) Sfl auf Pz.Kpfw.I Ausf.B) — немецкая противотанковая САУ. Создана на базе танка Panzerkampfwagen I Ausf. B и вооружена трофейным 47-мм чехословацким противотанковым орудием PaK. 36(t) L/43.4 (Skoda 47mm A-5 P.U.V vz.36). Является первой серийной противотанковой САУ из выпускавшихся Германией в ходе Второй мировой войны.

## История создания и конструктивные особенности
К 1940 году Panzerkampfwagen I уже совершенно не удовлетворял требованиям современной войны. Чтобы «продлить жизнь» работоспособных танков, берлинская фирма Alkett разработала несколько проектов самоходных орудий на базе PzKpfw.I. Наибольший интерес представляла противотанковая САУ, укомплектованная трофейной чехословацкой пушкой PaK 36(t), которые достались Германии в результате оккупации Чехословакии. Недостатком этого, в целом удачного орудия, было отсутствие лафета, приспособленного к механической тяге, что накладывало значительные ограничения на его использование в германской армии. Однако в результате использования шасси устаревшего танка получилась довольно удачная САУ.

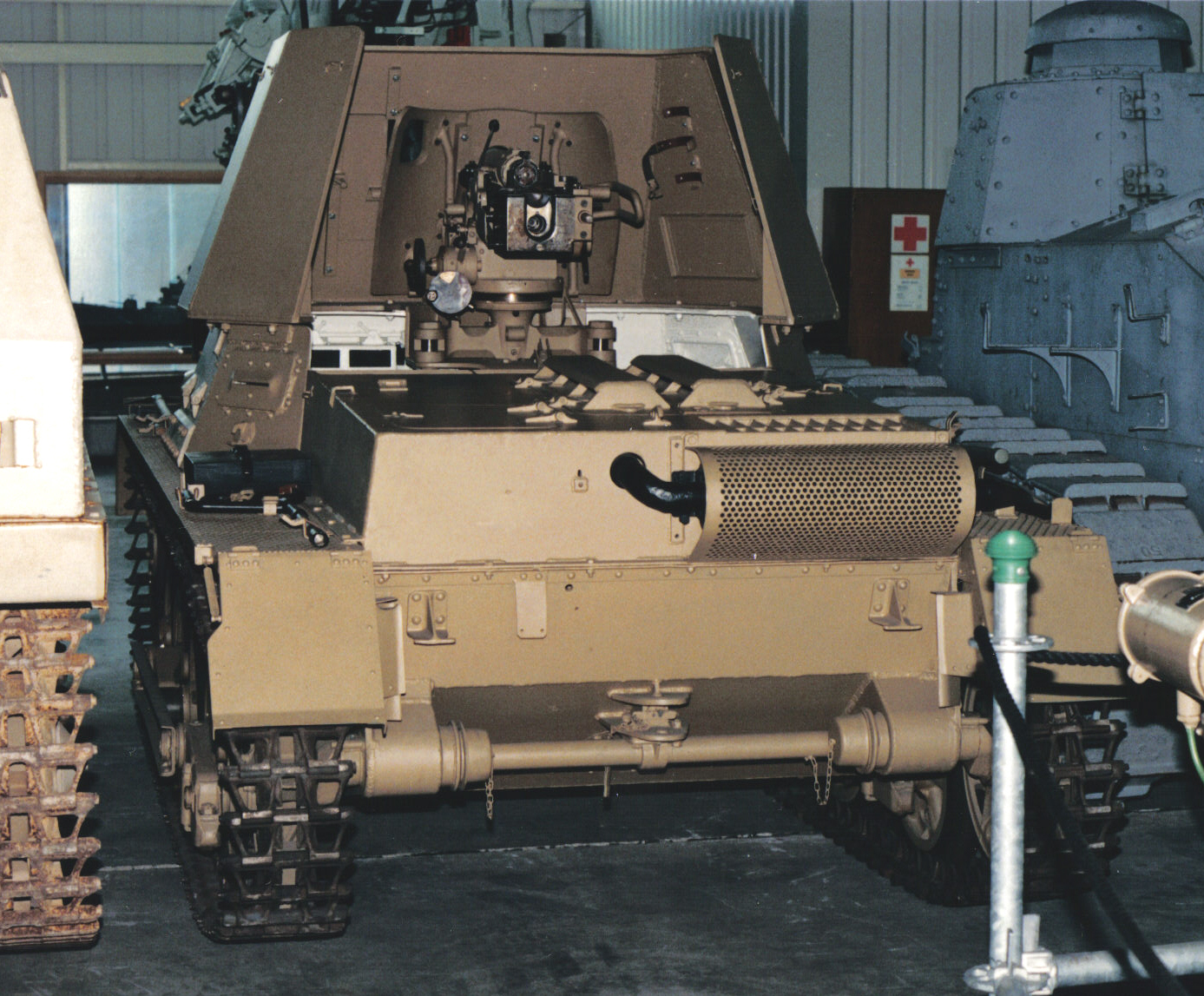
«Panzerjäger I» в музее г. Кобленц (вид сзади)

Производство Panzerjäger I было организованно на Alkett. К выпуску был причастен и концерн Krupp, на который возложили задачу по изготовлению 60 рубок. В переписке Krupp эти машины обозначались как La.S.47. Еще 72 рубки выпустили на заводе Deutsche Edelstahlwerke AG (DEW) в Ганновере. Не осталась без дела и Škoda. Завод в Пльзене получил заказ на изготовление орудий для истребителя танков. В реальности две последние построенные машины надолго остались на Alkett. Дело в том, что Škoda сорвала план по выпуску пушек. Предпоследний Panzerjäger I первой серии удалось сдать в сентябре 1940 года, а последний только в июле 1941.
Неплохие результаты применения установок во Франции послужили основанием для того, чтобы задуматься о выпуске дополнительной серии самоходных установок. 19 сентября 1940 года с Krupp был заключен контракт на изготовление партии из 70 рубок. Машины второй серии отличались формой рубки, которая получила дополнительные бортовые листы.
Первоначально предполагалось, что заниматься переделкой Pz.Kpfw.I Ausf.B в Panzerjäger I будет Alkett, но 15 октября планы поменялись. Дело в том, что фирма Alkett оказалась загружена изготовлением самоходных установок StuG III Ausf.B. В результате в Шпандау переделали всего 10 машин. Запасной производственной площадкой было определено предприятие Klöckner-Humboldt-Deutz. Эта компания, в которую входила и фирма Magirus, более известна грузовиками. Тем не менее, именно здесь с декабря 1940 по февраль 1941 года переделали 60 танков в Panzerjäger I.
| Год   | Производитель           | 1     | 2     | 3     | 4     | 5     | 6     | 7     | 8     | 9     | 10    | 11    | 12    | Всего |
| ----- | ----------------------- | ----- | ----- | ----- | ----- | ----- | ----- | ----- | ----- | ----- | ----- | ----- | ----- | ----- |
| 1940  | Alkett                  |       |       | 40    | 60    | 30    |       |       |       | 1     |       | 10    |       | 141   |
| 1940  | Klöckner-Humboldt-Deutz |       |       |       |       |       |       |       |       |       |       |       | 30    | 30    |
| 1941  | Alkett                  |       |       |       |       |       |       | 1     |       |       |       |       |       | 1     |
| 1941  | Klöckner-Humboldt-Deutz |       | 30    |       |       |       |       |       |       |       |       |       |       | 30    |
| Итого | Итого                   | Итого | Итого | Итого | Итого | Итого | Итого | Итого | Итого | Итого | Итого | Итого | Итого | 202   |

## Структурная организация
Panzerjäger I организационно объединялись в трехротные батальоны, штат роты — 9 машин. По одному Kl.Pz.Bf.Wg получили командиры рот и комбат. Всего батальон должен был насчитывать 31 бронированную машину. Однако во французской кампании 521-й противотанковый батальон (Panzerjäger-Abteilung 521) состоял из рот с составом по 6 машин в каждой. В основном такие батальоны использовались как отдельные противотанковые соединения.

## Боевое применение
Panzerjäger I участвовали во Французской кампании, Североафриканской кампании и операциях на территории СССР. В период французской кампании Panzerjäger I были укомплектованы 521-й, 616-й, 643-й и 670-й противотанковые батальоны (всего 99 шт.). С первых дней кампании участие в боевых действиях принимал только 521-й ПТБ. Остальные вводились в бои постепенно, по мере окончания обучения. В боях с французскими танками Panzerjäger I показали посредственную эффективность: сказывалась недостаточная бронепробиваемость орудия. Боекомплект Panzerjäger I, как правило, состоял из 74 бронебойных и 10 осколочных снарядов.
В Североафриканской кампании принимал участие 605-й ПТБ, имевший на вооружении 27 Panzerjäger I. Он прибыл в Триполи 18-21 марта 1941 года в составе 5-й легкой дивизии. В боях июня 1941 года было потеряно 3 машины. На доукомплектование высылалось ещё 5 машин, однако к 2 октября прибыло только 3 из них, остальные затонули в Средиземном море вместе с транспортом Castellon. На момент начала операции «Крусейдер» батальон насчитывал 27 самоходок. В ходе британской операции «Крусейдер» батальон потерял 13 машин. С учётом потерь и пополнений, ко Второму сражению при Эль-Аламейне в батальоне осталось всего 11 машин.
Для участия в операции «Барбаросса» были сформированы 521-й, 529-й, 616-й, 643-й и 670-й ПТБ, на вооружении которых состояло 135 Panzerjäger I. Они были распределены следующим образом:
| Батальон | Корпус                        | Армия               | Группа армий         |
| -------- | ----------------------------- | ------------------- | -------------------- |
| 521      | XXIV Корпус (моторизованный)  | 2-я танковая группа | Группа армий «Центр» |
| 529      | VII Корпус                    | 4-я армия           | Группа армий «Центр» |
| 616      |                               | 4-я танковая группа | Группа армий «Север» |
| 643      | XXXIX Корпус (моторизованный) | 3-я танковая группа | Группа армий «Центр» |
| 670      |                               | 1-я танковая группа | Группа армий «Юг»    |

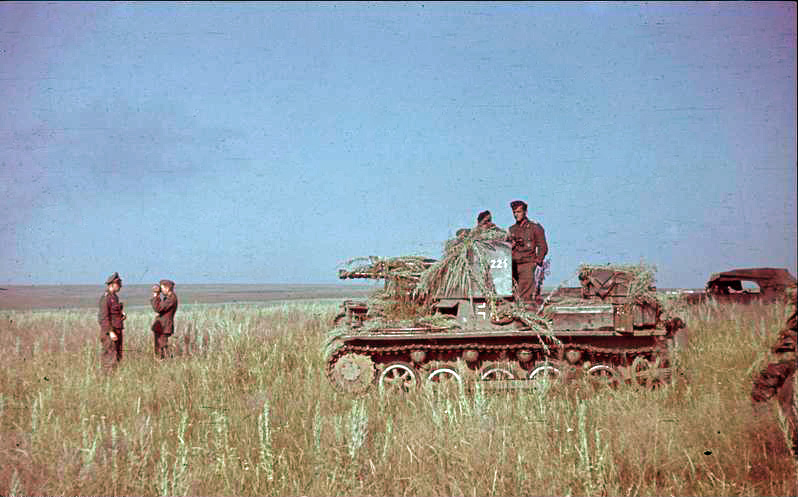

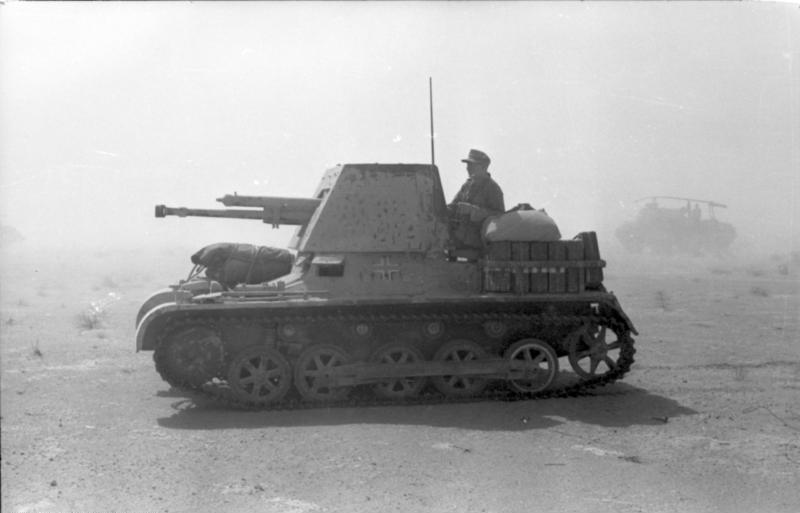

Кроме того по роте с 9 машинами находилось в составе моторизованных бригад Лейбштандарт СС Адольф Гитлер и 900-й учебной. Таким образом, против Советского Союза Германия выставила 153 установки. Еще 24 машины находились в 605-м батальоне в Северной Африке и 21 — в учебных частях во Франции. В июне 1941 года в армии Германии числилось 198 установок из 202 выпущенных.
До 27 июля 1941 года 529-й ПТБ потерял 4 Panzerjäger I. 23 ноября 1941 года в докладах числилось 16 машин, включая 2 небоеспособных. Большая часть, по всей видимости, не пережила зиму 1941/1942 годов, поскольку 521-й ПТБ докладывал лишь о 5 боеспособных машинах на 5 мая 1942 года. 529-й ПТБ на момент своего расформирования 30 июня 1942 года имел на вооружении всего 2 машины. 616-й ПТБ стал исключением, поскольку докладывал о наличии Panzerjäger I во всех 3-х ротах осенью 1942 года. Последние упоминания о боевом применении датируются 1943 годом.
К началу операции «Барбаросса» на вооружение Вермахта поступили подкалиберные снаряды, которые резко повысили противотанковые свойства Panzerjäger I. Это позволило бороться с новейшими советскими танками Т-34 и КВ-1, но только с дистанций примерно в 500—600 м. Бронебойные снаряды против Т-34 и КВ на дистанции 500—600 м были почти бесполезны. Более старые образцы советской бронетехники уверенно поражались уже с 700 м даже калиберным бронебойным снарядом. Однако заброневое действие 47-мм подкалиберного снаряда было относительно слабым и даже при условии пробития брони, сердечник зачастую раскалывался и терял кинетическую энергию. Среди недостатков Panzerjäger I, выявленных в условиях Восточного фронта, отмечалась также перегруженность и как следствие, недостаточная надёжность ходовой части и трансмиссии. Двигатель оказался абсолютно неприспособленным к работе при низких температурах, а отсутствие в снабжении специальных зимних смазок лишь усугубляло ситуацию.